# Кулаковский, Артём Валерьевич
Артём Вале́рьевич Кулако́вский (укр. Артем Валерійович Кулаковський; род. 11 февраля 2002, Комсомольск, Полтавская область) — украинский футболист, полузащитник клуба «Оболонь».

## Клубная карьера
Артём начинал свою карьеру в академии харьковского «Металлиста». В середине сезона 2016/17 он перешёл в систему киевского «Динамо». В том сезоне игрок суммарно провёл 21 игру в юношеском чемпионате Украины (до 15 лет) и забил 1 гол. По его итогам «Динамо» выиграло турнир, а Артём стал обладателем Золотого мяча Детско-юношеской футбольной лиги Украины как лучший игрок атакующего плана. Полузащитник выступал за юношеские и молодёжные команды киевлян до февраля 2020 года, после чего присоединился к «Ворскле». Его дебют за этот клуб состоялся 3 июля того же года в матче украинской премьер-лиги против «Львова»: игрок вышел на поле в добавленное время 2-го тайма вместо Ильи Гаджука. В своём первом сезоне на взрослом уровне Артём также принял участие в игре с клубом «Днепр-1».

## Карьера в сборной
В 2017—2019 годах Артём выступал за юношеские сборные Украины, проведя за них в общей сложности 7 игр и забив 1 гол.

## Клубная статистика
| Выступление      | Выступление      | Выступление      | Чемпионат | Чемпионат | Кубок Суперкубок | Кубок Суперкубок | Еврокубки | Еврокубки | Итого | Итого |
| Клуб             | Лига             | Сезон            | Игры      | Голы      | Игры             | Голы             | Игры      | Голы      | Игры  | Голы  |
| ---------------- | ---------------- | ---------------- | --------- | --------- | ---------------- | ---------------- | --------- | --------- | ----- | ----- |
| Ворскла          | УПЛ              | 2019/20          | 2         | 0         | 0                | 0                | —         | —         | 2     | 0     |
| Ворскла          | УПЛ              | 2020/21          | 0         | 0         | 0                | 0                | —         | —         | 0     | 0     |
| Ворскла          | Итого            | Итого            | 2         | 0         | 0                | 0                | 0         | 0         | 2     | 0     |
| Всего за карьеру | Всего за карьеру | Всего за карьеру | 2         | 0         | 0                | 0                | 0         | 0         | 2     | 0     |